# محرر مستندات جوجل
محرر مستندات جوجل (بالإنجليزية: Google Docs Editors)‏ هي مجموعة مكتبية إنتاجية قائمة على الويب تقدمها جوجل ضمن خدمة جوجل درايف الخاصة بها، تتضمن المجموعة مستندات جوجل وجداول بيانات جوجل والعروض التقديمية من جوجل ورسومات جوجل ونماذج جوجل ومواقع جوجل وجوجل كيب، كانت تستخدم أيضًا لتضمين جداول جوجل فيوجن، حتى تم إيقافها في عام 2019.

## نبذة
مجموعة محرري مستندات جوجل متاحة مجانًا للمستخدمين الذين لديهم حسابات شخصية في جوجل: من خلال تطبيق الويب، ومجموعة من تطبيقات الأجهزة المحمولة لنظامي التشغيل أندرويد وآي أو إس، وتطبيق سطح المكتب لنظام التشغيل كروم أوس إس من جوجل

## التوفر
مجموعة محرري مستندات جوجل متاحة مجانًا للمستخدمين الذين لديهم حسابات شخصية على جوجل، يتم تقديمه أيضًا كجزء من خدمة جوجل التي تركز على الأعمال التجارية، جوجل ورك سبيس، والتي تعمل كـ جوجل سويت حتى أكتوبر 2020.

## وصلات خارجية
لم يتم العثور على روابط لمواقع التواصل الاجتماعي.